# 恰普利內火車站導彈襲擊
2022年8月24日烏克蘭獨立日期间，位于乌克兰第聂伯罗彼得罗夫斯克州恰普利內的一个火车站遭到俄罗斯军队的火箭弹袭击。截至2022年8月25日，本次袭击已造成25人死亡，31人受伤。

## 搜救
搜救工作已在被袭击的第聂伯罗彼得罗夫斯克州恰普利内镇展开，并发现了另外三具遗体，使原先报道的22人死亡上升至25人死亡。

## 反应
2022年8月25日，俄罗斯联邦国防部确认了本次袭击，并称袭击目标为军用列车，再次否认在“特别军事行动”中针对平民。
8月25日，欧盟谴责了本次“俄罗斯发动的致命性轰炸”，并对那些“应对俄罗斯火箭恐怖主义事件负责的人”提出警告。欧盟外交政策负责人何塞普·博雷尔发推文称，“欧盟强烈谴责俄罗斯对平民的再一次发动‘令人发指’的袭击行动。”